# Selene (zoologia)
Selene è un genere di pesci ossei marini appartenente alla famiglia Carangidae.

## Distribuzione e habitat
I membri del genere si incontrano nell'Oceano Atlantico e nell'Oceano Pacifico occidentale, esclusivamente nelle regioni tropicali.

## Specie
- Selene brevoortii
- Selene brownii
- Selene dorsalis
- Selene orstedii
- Selene peruviana
- Selene setapinnis
- Selene spixii
- Selene vomer[1]